# R-26 (missile)
L'R-26 (in cirillico: P-26; nome in codice NATO: SS-8b Sasin 2), anche noto come 8K66, è stato un missile balistico intercontinentale (ICBM) di fabbricazione sovietica, rimasto allo stadio di prototipo, sviluppato negli anni sessanta per conto delle forze armate sovietiche. 
Il missile, presentato al pubblico in una parata, venne erroneamente identificato per un aggiornamento dell'R-9 e, pertanto, fu identificato con la stessa codifica. 
Non entrò mai in servizio attivo, in quanto il programma venne cancellato. 

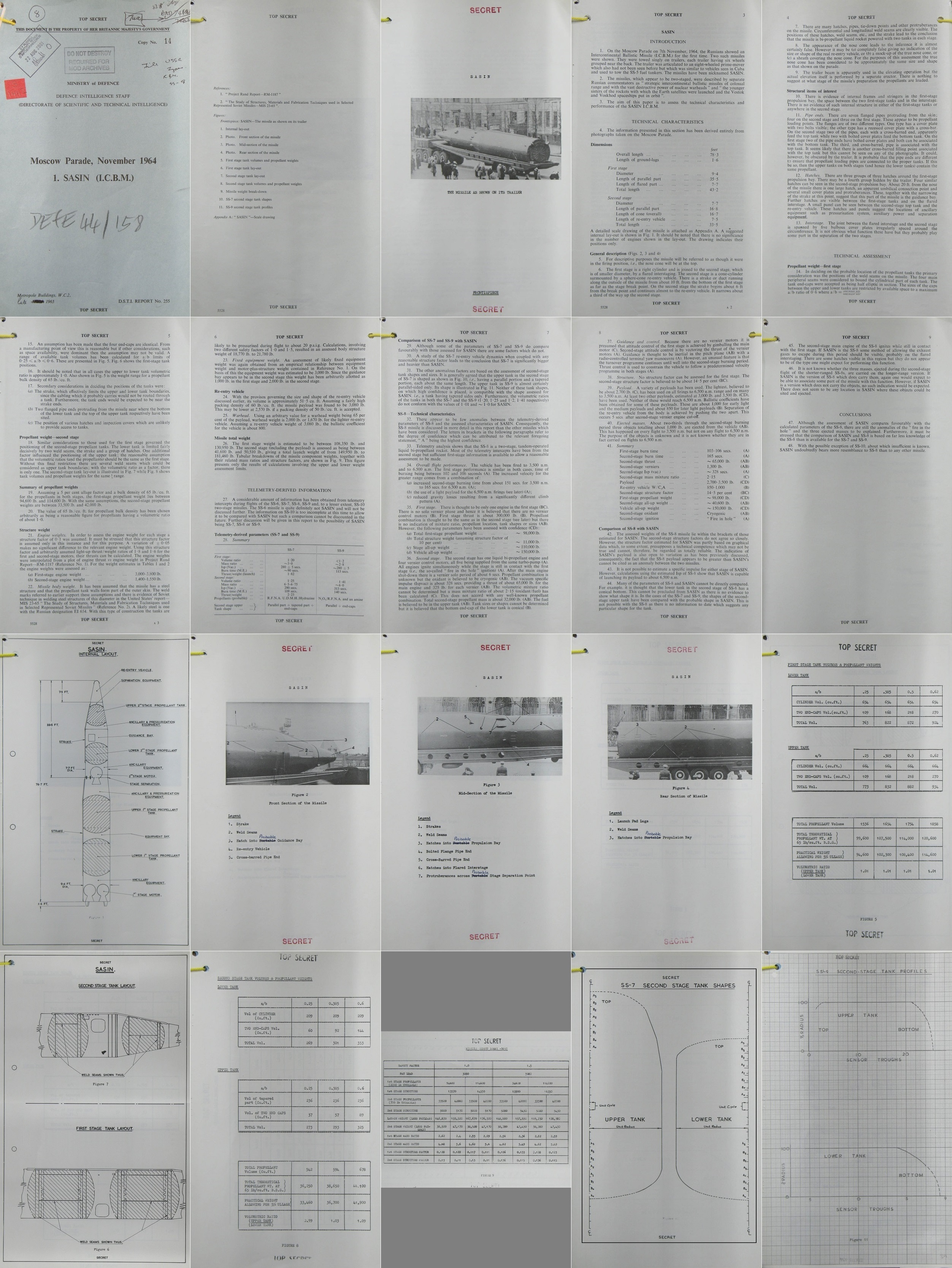
Report declassificato dell'R-26 realizzato dal Ministero della Difesa britannico e pubblicato dai The National Archives.

## Storia

### Sviluppo
I lavori si concentrarono sulla realizzazione di un missile intercontinentale alimentato da combustibile liquido. 
Il progetto iniziale fu approvato nel 1960 ma lo sviluppo venne interrotto nel 1962 prima dell'esecuzione del primo lancio. Il missile venne comunque impiegato per depistaggio in una parata del novembre 1964 sulla Piazza Rossa, nel corso della quale venne scambiato per un R-9 dai servizi segreti britannici.
Del missile venne realizzato un compendio top Secret, pubblicato una volta declassificato.